# 修志员
修志员，编纂志书的专业人员，即志书编辑。修志员是一种特殊的编辑，需要具备良好的道德修养、丰富的历史文化知识、深厚的语言文字功底、勇于探求史实真相的精神，以及调查访问的能力。
修志员就业的途径主要在各级政府的地方志办公室以及专业的修志公司。按照工作经验和工作能力，修志员可分为助理修志员、高级修志员和特级修志员。